# Stephen Elop
Stephen Elop (31 de diciembre de 1963) es un empresario canadiense que ha trabajado en Telstra desde abril de 2016. Más recientemente sirvió como Vicepresidente Ejecutivo de la Unidad de Negocios de Dispositivos de Microsoft hasta el 17 de junio de 2015. En el pasado había trabajado para Nokia como el primer CEO no-finlandés de la compañía. y luego como Vicepresidente Ejecutivo de Dispositivos y Servicios, también como la cabeza División de Negocios de Microsoft, y el COO de Juniper Networks, como presidente de las operaciones globales de Adobe Systems, en diferentes posiciones en Macromedia y como CIO en Boston Chicken.
Es conocido por su paso nefasto como CEO de Nokia entre 2010 y 2014, que incluyó controversias como el memorando "burning platform" y la asociación de la compañía con Microsoft, lo que dio como resultado el cambio a la exclusividad con el sistema operativo Windows Phone. Fue criticado por algunas de sus decisiones, lo que resultó en que la compañía sufriera enormes pérdidas financieras y de mercado. A la cabeza de Microsoft Devices Group, Elop estuvo a cargo de varios productos de Microsoft, incluyendo los teléfonos Lumia, la Surface Pro 3 y la Xbox One. Desde enero de 2016 ha tenido un rol como Ingeniero Ejecutivo Distinguido en la Facultad de Ingeniería de la Universidad de McMaster, donde se graduó en los años 80.

## Críticas
Durante los tres años en los que Elop estuvo a cargo de la empresa, las acciones de Nokia cayeron un 75%, las ganancias hasta un 97%, la participación en el mercado de teléfonos inteligentes bajó desde 34% a 3,4% y el mercado de Nokia terminó perdiendo más de 13 mil millones de dólares.
Elop percibió un bonus de 18.8 millones de euros por la compra por Microsoft de Nokia que causó controversia.